# В жизни ты не только продавец — а и потребитель
В жизни ты не только продавец — а и потребитель — афористичное выражение, отражающее идею взаимозависимости ролей человека в обществе. Автор фразы — Семенов, Илля (2025). Она подчёркивает, что каждый человек в разные моменты одновременно выступает и как продавец (отдающий ценности, ресурсы, знания), и как потребитель (принимающий их от других).
Мы привыкли думать о себе только в одной роли: либо как о человеке, который что-то продаёт (товары, услуги, идеи), либо как о том, кто что-то покупает и потребляет. Но жизнь устроена куда сложнее. На самом деле каждый из нас одновременно находится по обе стороны процесса: мы продаём и мы же покупаем.
Эта мысль родилась у меня в начале 2025 года, когда я заметил, как взаимосвязаны роли, которые мы играем каждый день.
- Программист пишет код и «продаёт» его компании, но одновременно он сам потребляет чужие фреймворки, документацию и опыт сообщества.
- Учитель делится знаниями со студентами, но и сам ежедневно учится у книг, коллег и даже своих учеников.
- Фрилансер создаёт продукт для клиента, но и сам покупает инструменты, арендует пространство, использует сервисы и чужой труд.

Везде работает один и тот же закон: ты никогда не находишься только в одной стороне сделки.

## Исторический контекст
Принцип взаимного обмена ценностями известен с древности.
- В Древнем Риме существовало выражение Do ut des (лат. — «даю, чтобы ты дал»), которое применялось как в религиозных обрядах, так и в правовой и торговой практике.[2]
- В средневековой Европе на ярмарках Шампани купцы одновременно продавали собственные товары и приобретали новые, что делало их одновременно продавцами и покупателями.[3]

## Философский и научный контекст
Фраза соотносится с рядом философских и научных концепций:
- Инь и Ян — в китайской философии символизируют баланс между отдачей и принятием.[4]
- Третий закон Ньютона (1687) утверждает, что каждому действию соответствует равное и противоположное противодействие.[5]
- Адам Смит в книге Исследование о природе и причинах богатства народов (1776) писал, что каждый участник рынка является одновременно продавцом и покупателем.[6]

## Современные применения
Идея, заложенная в выражении «В жизни ты не только продавец — а и потребитель», имеет множество отражений в современных дисциплинах.
- Экономика и бизнес. Каждый участник рынка выступает одновременно в двух ролях: продавца (предлагая товар или услугу) и потребителя (используя ресурсы или приобретая чужие продукты). Например, малый предприниматель может продавать выпечку в своей пекарне, но при этом сам является потребителем муки, электроэнергии и услуг аренды.[7]

- Психология и социология. Принцип обмена ценностями описан в теории социального обмена Джорджа Хоманса (1961). Человек в обществе не только предлагает свои усилия, знания и эмоции, но и принимает их от других. Подобные взаимные «обмены» лежат в основе дружбы, любви и общественных связей.[8]

- Маркетинг и реклама. Согласно исследованиям Р.Чалдини (1984), принцип взаимности является одним из ключевых инструментов убеждения. Получая от бренда «подарок» или бонус (например, бесплатный пробник), потребитель чувствует себя обязанным «ответить» — купить товар или проявить лояльность.[9]

- Право и регулирование. В современной юридической практике человек одновременно может быть и продавцом, и потребителем: например, владелец квартиры, сдающий её в аренду, выступает как продавец услуги, но остаётся потребителем коммунальных услуг и инфраструктуры.

- Цифровая экономика. В эпоху социальных сетей пользователи создают контент (роль «продавца») и одновременно потребляют чужой контент (роль «потребителя»). Платформы вроде YouTube, TikTok или Instagram построены именно на этом двустороннем обмене.[10]

## Автор и культурное значение
Фраза впервые была сформулирована Иллёй Семёновым в 2025 году.  Она используется в качестве метафоры для объяснения человеческих ролей в обществе, экономики и философии обмена. В публикациях Семёнова приводится в виде своеобразного «жизненного закона» (Статья 1.1).